# Brassiophoenix
Brassiophoenix es un género con dos especies de plantas de flores perteneciente a la familia de las palmeras Arecaceae.

## Distribución
Se encuentran en las tierras bajas de los bosques tropicales de Papúa Nueva Guinea.

## Descripción
Ambas especies crecen a alrededor de 9 m de altura sobre los troncos de 8 cm de diámetro que culmina con una corona de 60 cm de altura, ligeramente abombado y con escasas hojas. Las hojas son pinnadas de 2 m de longitud, con pecíolos cortos o ausentes, la pinna es regularmente espaciada y en forma de diamante, tiene 30 cm de largo y de color verde oscuro. Los folíolos son tres veces lobulados, el centro se lóbula profundmente, formando inusuales ápices irregulares. Las inflorescencias surgen de debajo de la corona, dos veces ramificado, con cuerdas peludas de flores masculinas y femeninas. La fruta madura a amarillo, naranja, rojo o en color, cada uno con una semilla.

## Cultivo
Si bien el cultivo de estas palmeras no está muy extendido, han sido cultivadas durante muchos años.  Al igual que con muchas palmeras de los bosques tropicales, no son tolerantes del pleno sol en su juventud, aunque pueden soportarlo en la madurez. También requieren cantidades generosas de agua con un rápido drenaje y rico suelo en humus. Teniendo en cuenta de su origen tropical también requieren la protección del frío en cultivo.

## Taxonomía
El género fue descrito por Max Burret y publicado en Notizblatt des Botanischen Gartens und Museums zu Berlin-Dahlem 12: 345. 1935.
Etimología
Brassiophoenix: nombre genérico compuesto por la combinación del apellido Brass, aportado en honor del primer recolector Leonard John Brass, y el término phoenix, otro género de palmeras.

## Especies
- Brassiophoenix drymophlocoides
- Brassiophoenix schumannii